# Kaikaku
Kaikaku (palavra japonesa para "mudança radical") é aplicado sobre as mudanças fundamentais e radicais para um sistema de produção. Por outro lado o Kaizen é focado em pequenas alterações incrementais. Ambos Kaizen e Kaikaku, podem ser aplicado a outras atividades que a produção e tem origem no Sistema Toyota de Produção.

## Introdução
Kaikaku e Kaizen são conceitos da filosofia de produção japonesa e que se relacionam. Ambas originam-se no Sistema Toyota de Produção.
Kaikaku representa uma mudança radical, durante um curto período de tempo, de um sistema de produção. Ao contrário do Kaikaku, o Kaizen é uma corrente contínua de pequenas mudanças de uma certa área da produção, geralmente com o intuito de resolver problemas de equipes. O Kaizen é baseado no envolvimento geral dos empregados e em atividades individuais, geralmente alcançando melhorias abaixo dos 20%.
Uma ligação entre o Kaikaku e o Kaizen é o Kaizen Blitz (ou eventos Kaizen), que provoca uma mudança radical numa área limitada, como uma célula de produção, durante uma intensa semana.

## Kaikaku
Kaikaku significa que uma empresa inteira é alterada radicalmente, geralmente em forma de projeto. O Kaikaku é normalmente iniciado pela gerência, já que suas mudanças e eventualmente seus resultados irão impactar sensivelmente a empresa. O Kaikaku trata-se de introduzir novos conhecimentos, estratégias, métodos, técnicas de produção ou novos equipamentos. O Kaikaku pode ser iniciado por fatores externos, como por exemplo uma nova tecnologia ou condições de mercado. O Kaikaku também pode ser feito quando a gerência percebe a estagnação das melhorias provocados pelo Kaizen. Os projetos Kaiku geralmente resultam em melhorias de 30-50% e um novo chão para o Kaizen. O Kaikaku também pode ser chamado de Sistema Kaizen.
Os projetos Kaikaku se dividem em quatro tipos:
- Localmente inovador - Capital intenso

Exemplo: a instalação de automação robótica, em uma fábrica, pode não ser inovador para a indústria em geral, mas pode ser nova para a empresa. A decisão é estrategicamente isolada e pode resultar em custos maiores.
- Localmente inovador - Operação fechada

Exemplo: a introdução de métodos convencionais, como Seis Sigma e Total Productive Maintenance, pode ser nova para a empresa. O custo direto é relativamente pequeno.
- Radicalmente inovador - Capital intenso

Exemplo: a introdução de uma tecnologia de produção inovadora.
- Radicalmente inovador - Operação fechada

Exemplo: A introdução de novas soluções para o sistema de produção que são novas para a indústria.